# 國家射擊中心 (里約熱內盧)
國家射擊中心（National Shooting Center）是一個位於巴西里約熱內盧德奧多羅的射擊場地。此處曾經舉行2007年泛美運動會射擊比賽，也是2016年夏季奧林匹克運動會射擊比賽和2016年夏季傷殘奧林匹克運動會射擊比賽的比賽地點。